# 李祖三部经
李祖三部经是对三部书的尊称，分别是《古佛天真考证龙华宝经》（简称《龙华经》）、《销释木人开山显教明宗宝卷》（简称《开山宝卷》）、《销释接续莲宗宝卷》（简称《莲宗宝卷》）。由闻香教支派圆顿教（或称“大乘天真圆顿教”）创始人弓长口述，二代祖师木人编纂，为宝卷形式。

## 作者
弓长，俗名海量，道号无双，又号天真，张姓，明嘉靖四十三年（1564）生，崇祯十七年（1644年）死。北直隶顺天府霸州人。曾拜还源教创立者王明真为师。又与黄天道创立者李宾弟子普静交往。万历三十年（1602年）普静去世后，弓长到北京，拜东大乘教（闻香教）创立者王森徒弟张翠花（翠花张姐）为师，不久成为王森弟子。天启二年（1622年），东大乘教在山东、北直隶起义（徐鸿儒、于弘志起义），被镇压。天启四年（1624年），弓长创立圆顿教。崇祯二年至九年（1629—1636），弓长由北向南传道，至江西、四川等省。
木人，又称目人，亦称西木、西木子、木子，李姓，万历三十七年（1609年）生，卒年不详。明末北直隶保定潞陵庄人，崇祯十五年（1642年）在北京拜弓长为师。崇祯十七年（1644年）弓长去世，木人接掌教权。木人顺治九年（1652年）完成《龙华经》，顺治十一年（1654年）完成《开山宝卷》，顺治十六年（1659年）完成《莲宗宝卷》。木人还有《三教》《涅槃》《皈一》三部经卷，未流传。

## 内容
三书均为四卷，每卷设二十四品，共七十二品。
- 古佛天真考证龙华宝经：阐述弥勒降世与龙华三会思想。无生老母产生九十六亿皇胎儿女（人类），并派儿女来到人间，无生老母见皇胎儿女在人世受苦受难，派三佛救度。燃灯佛、释迦佛分别度回二亿皇胎儿女，剩下九十二亿皇胎儿女必须由弥勒佛一次度完。
- 销释木人开山显教明宗宝卷：阐述法脉道统，规定了修行的品级“三乘九品”。
- 销释接续莲宗宝卷：建立“三宗五派九干十八枝”的组织体系。[2]

《龙华经》提出了“接续莲宗”之说，燃灯、释迦、弥勒三佛接续莲宗，弥勒佛为了最终完成救世，亲自下凡，化为人身（王森），开创教派（东大乘教）。王森死后接续莲宗者相继是翠花张姐（张祖）、弓长、木人。

## 评价
欧大年：“《龙华经》是所有早期宝卷中最复杂、最详细的一个文本，泽田（泽田瑞穗）称之为异教文本中的《法华经》。”
濮文起：“木人撰写的三部宝卷（又称“李祖三部经”），对无为教以来流传的民间宗教教义思想进行了经典性的总结，从此民间宗教开始有了自己完整的思想体系，结束了自五斗米道、太平道以来缺乏成熟的思想体系的局面。”